# モンタルト・ドーラ
モンタルト・ドーラ（伊: Montalto Dora）は、イタリア共和国ピエモンテ州トリノ県にある、人口約3,400人の基礎自治体（コムーネ）。トリノの北北東に位置する。

## 地理

### 位置・広がり

#### 隣接コムーネ
隣接するコムーネは以下の通り。
- ボルゴフランコ・ディヴレーア
- キアヴェラーノ
- フィオラーノ・カナヴェーゼ
- イヴレーア
- レッソロ